# Hoa hậu Trái Đất 2017
Hoa hậu Trái Đất 2017 là cuộc thi Hoa hậu Trái Đất lần thứ 17, diễn ra vào ngày 4 tháng 11 năm 2017 tại Mall of Asia Arena, Pasay, Philippines. Hoa hậu Trái Đất 2016 Katherine Espín đến từ Ecuador đã trao vương miện cho Karen Ibasco đến từ Philippines. Đây là lần thứ tư Philippines đăng quang Hoa hậu Trái Đất sau chiến thắng của Angelia Ong vào năm 2015. Cuộc thi có 85 thí sinh tới từ các quốc gia và vùng lãnh thổ. Cuộc thi năm nay diễn ra với chủ đề "Heroines fighting climate change" (tạm dịch: "Những người hùng chống biến đổi khí hậu").

## Xếp hạng

Mall of Asia Arena, địa điểm chính thức diễn ra cuộc thi Hoa hậu Trái Đất 2017.

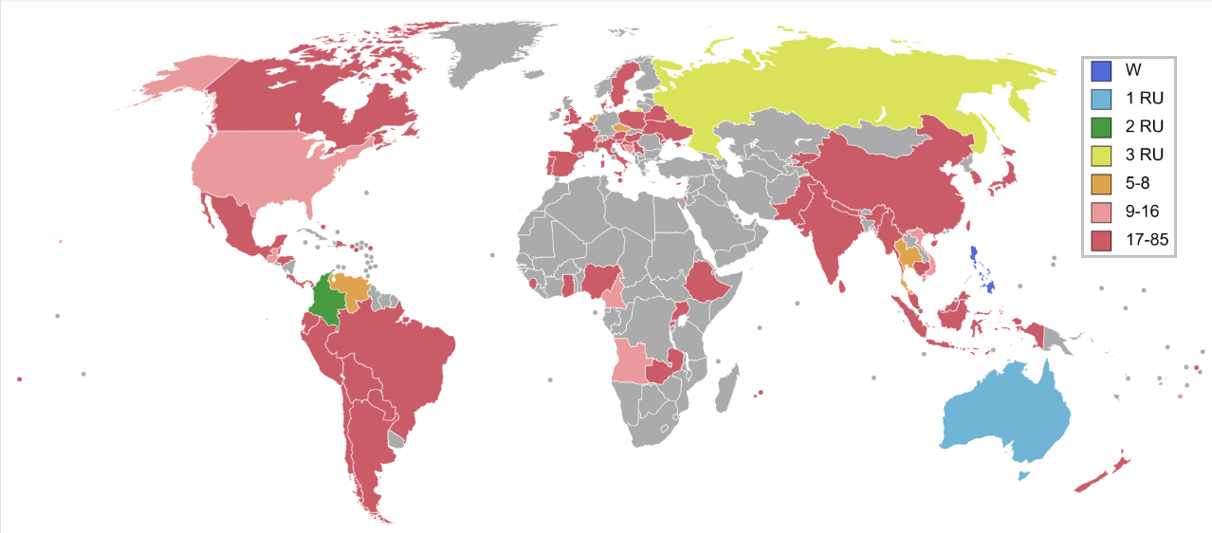
Các quốc gia và vùng lãnh thổ tham gia Hoa hậu Trái Đất 2017 và kết quả.

### Kết quả chung cuộc
| Kết quả cuối cùng            | Thí sinh |
| ---------------------------- | --- |
| Hoa hậu Trái Đất 2017        | - Philippines – Karen Ibasco |
| Hoa hậu Không khí (Á hậu 1)* | - Úc – Nina Robertson |
| Hoa hậu Nước (Á hậu 2)*      | - Colombia – Juliana Franco |
| Hoa hậu Lửa (Á hậu 3)*       | - Nga – Lada Akimova |
| Top 8                        | - Cộng hòa Séc – Iva Uchytilová - Hà Lan – Faith Landman - Thái Lan – Paweensuda Drouin - Venezuela – Ninoska Vásquez |
| Top 16                       | - Angola – Ermelinda De Matos - Bosna và Hercegovina – Jelena Karagić - Cameroon – Angèle Kossinda - Guatemala – Maria José Castañeda - Thụy Sĩ – Sarah Laura Peyrel - Tonga – Diamond Langi - Hoa Kỳ – Andreia Gibau - Việt Nam – Lê Thị Hà Thu |

Chú ý (*): Bắt đầu từ năm nay, Ban tổ chức tuyên bố rằng các danh hiệu "Hoa hậu Không khí- Trái Đất, Hoa hậu Nước- Trái Đất và Hoa hậu Lửa- Trái Đất" được coi là xếp hạng ngang nhau và đều có thể thay thế nhiệm vụ của "Hoa hậu Trái Đất" nếu Hoa hậu không thể thực hiện nhiệm vụ của mình.

### Bảng huy chương
| Xếp hạng | Quốc gia/Vùng lãnh thổ | Vàng | Bạc | Đồng | Tổng |
| -------- | ---------------------- | ---- | --- | ---- | ---- |
| 1        | Philippines            | 3    | 2   | 0    | 5    |
| 2        | Việt Nam               | 3    | 0   | 2    | 5    |
| 3        | Nga                    | 3    | 0   | 1    | 4    |
| 4        | Puerto Rico            | 3    | 0   | 0    | 3    |
| 5        | Venezuela              | 2    | 2   | 1    | 5    |
| 6        | Perú                   | 1    | 1   | 3    | 5    |
| 7        | Síp                    | 1    | 1   | 0    | 2    |
| 7        | Guatemala              | 1    | 1   | 0    | 2    |
| 8        | Nhật Bản               | 1    | 0   | 1    | 2    |
| 9        | Úc                     | 1    | 0   | 0    | 1    |
| 9        | Bolivia                | 1    | 0   | 0    | 1    |
| 9        | Cộng hòa Tự trị Krym   | 1    | 0   | 0    | 1    |
| 9        | Ghana                  | 1    | 0   | 0    | 1    |
| 9        | Hàn Quốc               | 1    | 0   | 0    | 1    |
| 9        | Bồ Đào Nha             | 1    | 0   | 0    | 1    |
| 9        | Tonga                  | 1    | 0   | 0    | 1    |
| 10       | Thái Lan               | 0    | 3   | 0    | 3    |
| 11       | Thụy Sĩ                | 0    | 2   | 0    | 2    |
| 12       | Hà Lan                 | 0    | 1   | 1    | 2    |
| 12       | Hoa Kỳ                 | 0    | 1   | 1    | 2    |
| 13       | Angola                 | 0    | 1   | 0    | 1    |
| 13       | Canada                 | 0    | 1   | 0    | 1    |
| 13       | Colombia               | 0    | 1   | 0    | 1    |
| 13       | Quần đảo Cook          | 0    | 1   | 0    | 1    |
| 13       | Costa Rica             | 0    | 1   | 0    | 1    |
| 13       | Ý                      | 0    | 1   | 0    | 1    |
| 13       | Liban                  | 0    | 1   | 0    | 1    |
| 13       | Mexico                 | 0    | 1   | 0    | 1    |
| 13       | Mông Cổ                | 0    | 1   | 0    | 1    |
| 13       | Ba Lan                 | 0    | 1   | 0    | 1    |
| 13       | Sierra Leone           | 0    | 1   | 0    | 1    |
| 13       | Tây Ban Nha            | 0    | 1   | 0    | 1    |
| 14       | Wales                  | 0    | 0   | 3    | 3    |
| 15       | Cameroon               | 0    | 0   | 2    | 2    |
| 16       | Đài Bắc Trung Hoa      | 0    | 0   | 1    | 1    |
| 16       | Cộng hòa Dominican     | 0    | 0   | 1    | 1    |
| 16       | Ecuador                | 0    | 0   | 1    | 1    |
| 16       | Honduras               | 0    | 0   | 1    | 1    |
| 16       | Ấn Độ                  | 0    | 0   | 1    | 1    |
| 16       | Nigeria                | 0    | 0   | 1    | 1    |
| 16       | Panama                 | 0    | 0   | 1    | 1    |
| 16       | Paraguay               | 0    | 0   | 1    | 1    |
| 16       | Slovenia               | 0    | 0   | 1    | 1    |
| 16       | Thụy Điển              | 0    | 0   | 1    | 1    |
| 16       | Ukraine                | 0    | 0   | 1    | 1    |
| 16       | Zambia                 | 0    | 0   | 1    | 1    |

### Các phần thi
| Phần thi                                  | Phần thi                                  | Vàng                                                         | Bạc                                                   | Đồng                        |
| ----------------------------------------- | ----------------------------------------- | ------------------------------------------------------------ | ----------------------------------------------------- | --------------------------- |
| Press Presentation (Darling of the Press) | Press Presentation (Darling of the Press) | Karen Ibasco · Philippines                                   | Paweensuda Drouin · Thái Lan                          | Abigail Chama · Zambia      |
|                                           |                                           |                                                              |                                                       |                             |
| Hoa hậu Ảnh (Bình chọn trực tuyến)        | Hoa hậu Ảnh (Bình chọn trực tuyến)        | Lê Thị Hà Thu · Việt Nam                                     | Juliana Franco · Colombia                             | Ninoska Vásquez · Venezuela |
|                                           |                                           |                                                              |                                                       |                             |
| Video sinh thái ấn tượng nhất             | Video sinh thái ấn tượng nhất             | Karla Aponte · Puerto Rico                                   | Tugs-Amgalan · Mông Cổ                                | Angèle Kossinda · Cameroon  |
|                                           |                                           |                                                              |                                                       |                             |
| Áo tắm                                    |                                           |                                                              |                                                       |                             |
| Nhóm 1                                    | Nina Robertson · Úc                       | Ninoska Vásquez · Venezuela                                  | Lessie Giler · Ecuador                                |                             |
| Nhóm 2                                    | Karen Ibasco · Philippines                | Karen Rojas · Peru                                           | Lada Akimova · Nga                                    |                             |
| Nhóm 3                                    | Karla Aponte · Puerto Rico                | Sarah Laura Peyrel · Thụy Sĩ                                 | Andreia Gibau · Hoa Kỳ                                |                             |
|                                           |                                           |                                                              |                                                       |                             |
| Tài năng                                  |                                           |                                                              |                                                       |                             |
| Nhóm 1                                    | Elena Trifonova · Cộng hòa Tự trị Krym    | MaJo Castañeda · Guatemala                                   | Sophie Bettridge · Wales                              |                             |
| Nhóm 2                                    | Lada Akimova · Nga                        | Elsa Antoun · Liban                                          | Amelie Zhao · Trung Hoa Đài Bắc                       |                             |
| Nhóm 3                                    | Artemis Charalambous · Síp                | Mona Taio · Quần đảo Cook                                    | Lê Thị Hà Thu · Việt Nam                              |                             |
|                                           |                                           |                                                              |                                                       |                             |
| Trang phục Resorts                        |                                           |                                                              |                                                       |                             |
| Nhóm 1                                    | Ninoska Vásquez · Venezuela               | Faith Landman · Hà Lan · Dominika Szymańska · Ba Lan         | Valeria Cardona · Honduras · Sophie Bettridge · Wales |                             |
| Nhóm 2                                    | Lada Akimova · Nga                        | Karen Ibasco · Philippines                                   | Karen Rojas · Peru                                    |                             |
| Nhóm 3                                    | Lê Thị Hà Thu · Việt Nam                  | Andreia Gibau · Hoa Kỳ                                       | Diana Mironenko · Ukraine                             |                             |
|                                           |                                           |                                                              |                                                       |                             |
| Trang phục dạ hội                         |                                           |                                                              |                                                       |                             |
| Nhóm 1                                    | Ninoska Vásquez · Venezuela               | Paweensuda Drouin · Thái Lan                                 | Faith Landman · Hà Lan · Erika Parker · Panama        |                             |
| Nhóm 2                                    | Karen Rojas · Peru                        | Fernanda Rodríguez · Costa Rica · Karen Ibasco · Philippines | Eucharia Akani · Nigeria                              |                             |
| Nhóm 3                                    | Karla Aponte · Puerto Rico                | Karen Bustos · Mexico                                        | Lê Thị Hà Thu · Việt Nam                              |                             |
|                                           |                                           |                                                              |                                                       |                             |
| Hoa hậu Thân thiện                        |                                           |                                                              |                                                       |                             |
| Nhóm 1                                    | Lee Hannah · Hàn Quốc                     | Ismatu Daramy · Sierra Leone                                 | Camilla Fogestedt · Thụy Điển                         |                             |
| Nhóm 2                                    | Yasuyo Saito · Nhật Bản                   | Ainara De Santamaría · Tây Ban Nha                           | Karen Rojas · Peru                                    |                             |
| Nhóm 3                                    | Diamond Langi · Tonga                     | Sarah Laura Peyrel · Thụy Sĩ                                 | Shaan Suhas Kumar · Ấn Độ                             |                             |
|                                           |                                           |                                                              |                                                       |                             |
| Trang phục dân tộc                        |                                           |                                                              |                                                       |                             |
| Nam Mỹ                                    | Giancarla Fernández · Bolivia             | Ninoska Vásquez · Venezuela                                  | Valeria Ivasiuten · Paraguay                          |                             |
| Châu Á-Thái Bình Dương                    | Karen Ibasco · Philippines                | Paweensuda Drouin · Thái Lan                                 | Yasuyo Saito · Nhật Bản                               |                             |
| Bắc Mỹ                                    | MaJo Castañeda · Guatemala                | Jacqueline Marsh · Canada                                    | Íngrid Franco · Cộng hòa Dominican                    |                             |
| Châu Phi                                  | Maud Fadi · Ghana                         | Ermelinda De Matos · Angola                                  | Angèle Kossinda · Cameroon                            |                             |
| Tây Âu                                    | Glória Silva · Bồ Đào Nha                 | Fabiana Barra · Ý                                            | Sophie Bettridge · Wales                              |                             |
| Đông Âu                                   | Lada Akimova · Nga                        | Artemis Charalambous · Síp                                   | Sara Gavranič · Slovenia                              |                             |

### Giải thưởng đặc biệt
| Giải thưởng                | Thí sinh                       |
| -------------------------- | ------------------------------ |
| Chiến binh sinh thái       | - Việt Nam - Lê Thị Hà Thu     |
| Miss IPPCA                 | - Thái Lan - Paweensuda Drouin |
| Miss JACMI                 | - Puerto Rico - Karla Aponte   |
| Miss Laus Group            | - Ecuador - Lessie Giler       |
| Miss Pontefino Hotel       | - Ukraine - Diana Mironenko    |
| Miss Pontefino Estates     | - Bắc Ireland - Maire Lynch    |
| Miss Rotary Club of Makati | - Ecuador - Lessie Giler       |
| Miss Charmulets            | - Colombia - Juliana Franco    |
| Miss Versailles            | - Hà Lan - Faith Landman       |
| Miss Gotesco               | - Hà Lan - Faith Landman       |

### Miss Earth Hannah's
Một sự kiện nhỏ được tổ chức vào ngày 14 tháng 10. Mười thí sinh được chọn đã tham gia phần thi áo tắm, phần thi trang phục dạ hội và phần thi ứng xử. Đây là kết quả:
Miss Earth Hannah's 2017
- Thái Lan – Paweensuda Drouin

Á hậu 1
- Venezuela – Ninoska Vásquez

Á hậu 2
- Ecuador – Lessie Giler Sanchez

Trình diễn áo tắm đẹp nhất
- Venezuela – Ninoska Vásquez

Trang phục dạ hội đẹp nhất
- Thái Lan – Paweensuda Drouin

Top 10
- Áo – Bianca Kronsteiner
- Cộng hòa Séc – Iva Uchytilová
- Guatemala – Maria José Castañeda
- Israel – Elian Qupty
- Hàn Quốc – Hanna Lee
- Thụy Điển – Camilla Fogestedt
- Uganda – Josephine Mutesi

### Các phần thi khác

#### Figure and Form
| Kết quả | Thí sinh |
| ------- | --- |
| Top 16  | - Úc – Nina Robertson - Bosna và Hercegovina – Jelena Karagić - Brazil – Yasmin Engelke - Canada – Jacqueline Marsh - Hà Lan – Faith Landman - Panama – Erika Parker - Philippines – Karen Ibasco - Ba Lan – Dominika Szymańska - Puerto Rico – Karla Aponte - Nga – Lada Akimova - Thụy Sĩ – Sarah Laura Peyrel - Thái Lan – Paweensuda Drouin - Hoa Kỳ – Andreia Gibau - Venezuela – Ninoska Vásquez - Việt Nam – Lê Thị Hà Thu - Wales – Sophie Bettridge |

#### Beauty of Face and Poise
| Kết quả | Thí sinh |
| ------- | --- |
| Top 16  | - Úc – Nina Robertson - Bolivia – Giancarla Fernández - Bosna và Hercegovina – Jelena Karagić - Colombia – Juliana Franco - Costa Rica – Fernanda Rodríguez - Ecuador – Lessie Giler - Honduras – Valeria Cardona - Israel – Elian Qupty - Hà Lan – Faith Landman - Nga – Lada Akimova - Serbia – Marija Nikić - Thụy Sĩ – Sarah Laura Peyrel - Thái Lan – Paweensuda Drouin - Tonga – Diamond Langi - Ukraine – Diana Mironenko - Venezuela – Ninoska Vásquez |

#### Thông minh và hiểu biết về môi trường
| Kết quả | Thí sinh |
| ------- | --- |
| Top 16  | - Úc – Nina Robertson - Belize – Iris Salguero - Colombia – Juliana Franco - Costa Rica – Fernanda Rodríguez - Cộng hòa Séc – Iva Uchytilová - Đan Mạch – Sabrina Jovanović - Anh – Charlotte Brooke - Guatemala – María José Castañeda - Ấn Độ – Shaan Suhas Kumar - Indonesia – Michelle Alriani - Hà Lan – Faith Landman - Philippines – Karen Ibasco - Thụy Sĩ – Sarah Laura Peyrel - Thái Lan – Paweensuda Drouin - Tonga – Diamond Langi - Hoa Kỳ – Andreia Gibau |

### Thứ tự công bố
| 1. Thái Lan 2. Hoa Kỳ 3. Nga 4. Tonga 5. Colombia 6. Angola 7. Guatemala 8. Việt Nam 9. Thụy Sĩ 10. Bosna và Hercegovina 11. Úc 12. Philippines 13. Venezuela 14. Hà Lan 15. Cameroon 16. Cộng hòa Séc | 1. Úc 2. Philippines 3. Thái Lan 4. Venezuela 5. Colombia 6. Cộng hòa Séc 7. Hà Lan 8. Nga | 1. Colombia 2. Úc 3. Philippines 4. Nga |

## Phần ứng xử hay nhất
Câu hỏi trong phần thi ứng xử của Hoa hậu Trái Đất 2017: "Bạn nghĩ ai và thứ gì là kẻ thù của mẹ Trái Đất? Tại sao?"
Câu trả lời của Hoa hậu Trái Đất 2017: "Tôi tin rằng vấn đề lớn nhất không phải là thay đổi khí hậu, mà chính là chúng ta. Điều chúng ta cần làm là phải bắt đầu thay đổi suy nghĩ, nhận thức và hành động. Nếu thực hiện trên toàn cầu, một hành động nhỏ có thể tạo ra tác động to lớn, giúp cứu ngôi nhà, hành tinh của chúng ta". - Karen Ibasco, đại diện của Philippines.

## Thí sinh
Cuộc thi năm nay có 85 thí sinh:
| Quốc gia/Vùng lãnh thổ | Thí sinh                 | Tuổi | Chiều cao               | Quê hương           | Nhóm |
| ---------------------- | ------------------------ | ---- | ----------------------- | ------------------- | ---- |
| Angola                 | Ermelinda De Matos       | 23   | 1,77 m (5 ft 9+1⁄2 in)  | Luanda              | 2    |
| Argentina              | Fiorela Hengemühler      | 19   | 1,70 m (5 ft 7 in)      | L.N. Alem           | 3    |
| Úc                     | Nina Robertson           | 20   | 1,71 m (5 ft 7+1⁄2 in)  | Melbourne           | 1    |
| Áo                     | Bianca Kronsteiner       | 19   | 1,65 m (5 ft 5 in)      | Linz                | 1    |
| Bahamas                | Brittania Alexa Mitchell | 22   | 1,72 m (5 ft 7+1⁄2 in)  | Abaco               | 3    |
| Belarus                | Polli Cannabis           | 22   | 1,80 m (5 ft 11 in)     | Minsk               | 2    |
| Bỉ                     | Lauralyn Vermeersch      | 26   | 1,76 m (5 ft 9+1⁄2 in)  | Lede                | 2    |
| Belize                 | Iris Salguero            | 21   | 1,75 m (5 ft 9 in)      | San Pedro           | 2    |
| Bolivia                | Giancarla Fernández      | 18   | 1,76 m (5 ft 9+1⁄2 in)  | Santa Cruz          | 3    |
| Bosna và Hercegovina   | Jelena Karagić           | 23   | 1,77 m (5 ft 9+1⁄2 in)  | Banja Luka          | 3    |
| Brazil                 | Yasmin Engelke           | 21   | 1,78 m (5 ft 10 in)     | Belém               | 3    |
| Campuchia              | Em Kunthong              | 18   | 1,72 m (5 ft 7+1⁄2 in)  | Sihanoukville       | 3    |
| Cameroon               | Angèle Kossinda          | 24   | 1,75 m (5 ft 9 in)      | Douala              | 2    |
| Canada                 | Jacqueline Marsh         | 22   | 1,81 m (5 ft 11+1⁄2 in) | Thunder Bay         | 2    |
| Chile                  | Sofía Manzur             | 20   | 1,75 m (5 ft 9 in)      | La Calera           | 2    |
| Trung Quốc             | Mei Zhan                 | 25   | 1,78 m (5 ft 10 in)     | Vân Nam             | 3    |
| Đài Bắc Trung Hoa      | Amelie Zhao              | 26   | 1,70 m (5 ft 7 in)      | Đài Bắc             | 2    |
| Colombia               | Juliana Franco           | 24   | 1,73 m (5 ft 8 in)      | Villavicencio       | 2    |
| Quần đảo Cook          | Mona Taio                | 22   | 1,71 m (5 ft 7+1⁄2 in)  | Arorangi            | 3    |
| Costa Rica             | Fernanda Rodríguez       | 19   | 1,70 m (5 ft 7 in)      | Quesada             | 2    |
| Cộng hòa Tự trị Krym   | Elena Trifonova          | 18   | 1,76 m (5 ft 9+1⁄2 in)  | Sevastopol          | 1    |
| Croatia                | Bonita Kristić           | 25   | 1,73 m (5 ft 8 in)      | Zagreb              | 3    |
| Síp                    | Artemis Charalambous     | 21   | 1,68 m (5 ft 6 in)      | Limassol            | 3    |
| Cộng hòa Séc           | Iva Uchytilová           | 19   | 1,78 m (5 ft 10 in)     | Chrudim             | 1    |
| Đan Mạch               | Sabrina Jovanović        | 24   | 1,74 m (5 ft 8+1⁄2 in)  | Copenhagen          | 1    |
| Cộng hòa Dominican     | Íngrid Franco            | 21   | 1,80 m (5 ft 11 in)     | Santo Domingo       | 2    |
| Ecuador                | Lessie Giler             | 18   | 1,70 m (5 ft 7 in)      | Portoviejo          | 1    |
| Anh                    | Charlotte Brooke         | 25   | 1,83 m (6 ft 0 in)      | Wokingham           | 2    |
| Ethiopia               | Mekdalawit Mequanent     | 19   | 1,76 m (5 ft 9+1⁄2 in)  | Addis Ababa         | 1    |
| Pháp                   | Mélissa Strugen          | 24   | 1,70 m (5 ft 7 in)      | Arcachon            | 2    |
| Ghana                  | Maud Fadi                | 25   | 1,72 m (5 ft 7+1⁄2 in)  | Accra               | 3    |
| Guadeloupe             | Morganne Nestar          | 20   | 1,72 m (5 ft 7+1⁄2 in)  | Les Abymes          | 3    |
| Guatemala              | María José Castañeda     | 18   | 1,75 m (5 ft 9 in)      | Thành phố Guatemala | 1    |
| Honduras               | Valeria Cardona          | 19   | 1,70 m (5 ft 7 in)      | Tegucigalpa         | 1    |
| Hungary                | Viktória Viczián         | 20   | 1,70 m (5 ft 7 in)      | Budapest            | 2    |
| Ấn Độ                  | Shaan Suhas Kumar        | 26   | 1,72 m (5 ft 7+1⁄2 in)  | Bhopal              | 3    |
| Indonesia              | Michelle Alriani         | 20   | 1,68 m (5 ft 6 in)      | Bandung             | 1    |
| Israel                 | Elian Qupty              | 24   | 1,78 m (5 ft 10 in)     | Nazareth            | 1    |
| Ý                      | Fabiana Enrica Barra     | 20   | 1,73 m (5 ft 8 in)      | Cornedo Vicentino   | 3    |
| Nhật Bản               | Yasuyo Saito             | 21   | 1,71 m (5 ft 7+1⁄2 in)  | Fukuoka             | 2    |
| Hàn Quốc               | Hannah Lee               | 20   | 1,72 m (5 ft 7+1⁄2 in)  | Geoje               | 1    |
| Kyrgyzstan             | Begimai Nazarova         | 20   | 1,73 m (5 ft 8 in)      | Bishkek             | 2    |
| Liban                  | Elsa Antoun              | 25   | 1,69 m (5 ft 6+1⁄2 in)  | Beirut              | 2    |
| Malaysia               | Cherish Ng               | 23   | 1,70 m (5 ft 7 in)      | Tanjung Tokong      | 3    |
| Malta                  | Christie Refalo          | 26   | 1,70 m (5 ft 7 in)      | Luqa                | 3    |
| Mauritius              | Yanishta Gopaul          | 19   | 1,72 m (5 ft 7+1⁄2 in)  | Rose Hill           | 2    |
| Mexico                 | Karen Bustos             | 19   | 1,83 m (6 ft 0 in)      | San Luis Potosi     | 3    |
| Moldova                | Veronica Buzovoi         | 21   | 1,72 m (5 ft 7+1⁄2 in)  | Chișinău            | 1    |
| Mông Cổ                | Tugs-Amgalan Batjargal   | 26   | 1,72 m (5 ft 7+1⁄2 in)  | Ulaanbaatar         | 1    |
| Myanmar                | Tin Sandar Myo           | 26   | 1,72 m (5 ft 7+1⁄2 in)  | Yangon              | 2    |
| Nepal                  | Rojina Shrestha          | 24   | 1,76 m (5 ft 9+1⁄2 in)  | Kathmandu           | 2    |
| Hà Lan                 | Faith Landman            | 20   | 1,77 m (5 ft 9+1⁄2 in)  | Gouda               | 1    |
| New Zealand            | Abbigail Sturgin         | 20   | 1,67 m (5 ft 5+1⁄2 in)  | Auckland            | 1    |
| Nigeria                | Eucharia Akani           | 19   | 1,85 m (6 ft 1 in)      | Lagos               | 2    |
| Bắc Ireland            | Maire Lynch              | 19   | 1,65 m (5 ft 5 in)      | Derry               | 3    |
| Pakistan               | Ramina Ashfaque          | 24   | 1,70 m (5 ft 7 in)      | Karachi             | 2    |
| Panama                 | Erika Parker             | 23   | 1,76 m (5 ft 9+1⁄2 in)  | Colón               | 1    |
| Paraguay               | Valeria Ivasiuten        | 22   | 1,74 m (5 ft 8+1⁄2 in)  | Itapua              | 1    |
| Peru                   | Karen Rojas              | 24   | 1,72 m (5 ft 7+1⁄2 in)  | Moyobamba           | 2    |
| Philippines            | Karen Ibasco             | 26   | 1,70 m (5 ft 7 in)      | Manila              | 2    |
| Ba Lan                 | Dominika Szymańska       | 22   | 1,77 m (5 ft 9+1⁄2 in)  | Warsaw              | 1    |
| Bồ Đào Nha             | Glória Silva             | 20   | 1,67 m (5 ft 5+1⁄2 in)  | Póvoa de Varzim     | 3    |
| Puerto Rico            | Karla Victoria Aponte    | 19   | 1,75 m (5 ft 9 in)      | San Juan            | 3    |
| Réunion                | Emma Lauret              | 19   | 1,72 m (5 ft 7+1⁄2 in)  | Saint-Leu           | 3    |
| Nga                    | Lada Akimova             | 18   | 1,71 m (5 ft 7+1⁄2 in)  | Yekaterinburg       | 2    |
| Rwanda                 | Uwase Hirwa Honorine     | 24   | 1,71 m (5 ft 7+1⁄2 in)  | Kigali              | 3    |
| Samoa                  | Olivia Howman            | 24   | 1,78 m (5 ft 10 in)     | Apia                | 2    |
| Serbia                 | Marija Nikić             | 18   | 1,74 m (5 ft 8+1⁄2 in)  | Zrenjanin           | 3    |
| Sierra Leone           | Ismatu Daramy            | 26   | 1,75 m (5 ft 9 in)      | Freetown            | 1    |
| Singapore              | Elizabeth Camilia Lee    | 26   | 1,65 m (5 ft 5 in)      | Singapore           | 1    |
| Slovenia               | Sara Gavranič            | 21   | 1,70 m (5 ft 7 in)      | Postojna            | 2    |
| Tây Ban Nha            | Ainara de Santamaría     | 21   | 1,78 m (5 ft 10 in)     | Argoños             | 2    |
| Sri Lanka              | Shyama Dahanayaka        | 23   | 1,68 m (5 ft 6 in)      | Kurunagala          | 3    |
| Thụy Điển              | Camilla Fogestedt        | 25   | 1,79 m (5 ft 10+1⁄2 in) | Kungsbacka          | 1    |
| Thụy Sĩ                | Sarah Laura Peyrel       | 21   | 1,72 m (5 ft 7+1⁄2 in)  | Bern                | 3    |
| Thái Lan               | Paweensuda Drouin        | 23   | 1,81 m (5 ft 11+1⁄2 in) | Băng Cốc            | 1    |
| Tonga                  | Diamond Langi            | 25   | 1,77 m (5 ft 9+1⁄2 in)  | Nukuʻalofa          | 3    |
| Uganda                 | Josephine Mutesi         | 24   | 1,75 m (5 ft 9 in)      | Iganga              | 1    |
| Ukraine                | Diana Mironenko          | 23   | 1,76 m (5 ft 9+1⁄2 in)  | Odessa              | 3    |
| Hoa Kỳ                 | Andreia Gibau            | 22   | 1,79 m (5 ft 10+1⁄2 in) | Brockton            | 3    |
| Quần đảo Virgin (Mỹ)   | Kaylee Carlberg          | 26   | 1,73 m (5 ft 8 in)      | Lincoln             | 1    |
| Venezuela              | Ninoska Vásquez          | 25   | 1,71 m (5 ft 7+1⁄2 in)  | Barquisimeto        | 1    |
| Việt Nam               | Lê Thị Hà Thu            | 25   | 1,71 m (5 ft 7+1⁄2 in)  | Thừa Thiên Huế      | 3    |
| Wales                  | Sophie Bettridge         | 22   | 1,75 m (5 ft 9 in)      | Tredegar            | 1    |
| Zambia                 | Abigail Chama            | 26   | 1,72 m (5 ft 7+1⁄2 in)  | Lusaka              | 3    |

## Chuyện bên lề
- Năm nay cuộc thi không có phần nhảy mở màn. Thay vào đó, các thí sinh sẽ giới thiệu tên và quốc gia của mình trong những bộ trang phục dân tộc.

## Chú ý

### Tham gia lần đầu
- Angola
- Belarus

### Sự trở lại
| Tham dự lần cuối vào năm 2005: - Campuchia Tham dự lần cuối vào năm 2008: - Ethiopia - Rwanda Tham dự lần cuối vào năm 2010: - Cameroon | Tham dự lần cuối vào năm 2014: - Puerto Rico - Samoa - Tonga - Quần đảo Virgin (Mỹ) Tham dự lần cuối vào năm 2015: - Costa Rica - Cộng hòa Tự trị Krym - Pháp - Honduras - Tây Ban Nha |

### Bỏ cuộc
Trong thời gian diễn ra cuộc thi
- Haiti – Anaika Gaspard đã tham gia các vòng thi bán kết nhưng sau đó rút lui.
- Nam Phi – Irini Moutzouris đã tham gia các hoạt động sơ bộ nhưng sau đó bị loại trước đêm chung kết vì không đáp ứng yêu cầu chiều cao tối thiểu.

Trước cuộc thi
- Guam
- Iraq
- Kenya
- Ma Cao
- Namibia
- Palestine
- Romania
- Slovakia
- Suriname
- Uruguay
- Zimbabwe

### Thay thế
- Bỉ – Kimberly Driege đã được thay thế bởi Lauralyn Vermeerch. Kimberly phải phục hồi sau thảm họa trận động đất ở Mexico, nơi cô sống.
- Brazil – Bruna Vizintin người chiến thắng ban đầu của cuộc thi Hoa hậu Trái Đất Brazil 2017 đã bị tổ chức mới truất ngôi vì cô không thể đồng ý với một số nhiệm vụ trong hợp đồng của mình. Yasmin Engelke, Á hậu 4 được công bố là đại diện của Brazil trong năm nay.
- Ghana – Paula Ethel Masopeh đã được thay thế bởi Maud Fadi do vấn đề sức khỏe.
- Sierra Leone – Ismatu Daramy đã thay thế Claudia Josephine Suma, người vào chung kết cuộc thi Hoa hậu Trái Đất Sierra Leone 2017 vừa kết thúc, người được cho là đã thay thế Esther Williams sau khi Esther không thể tham gia và đại diện cho Sierra Leone tại cuộc thi năm nay.
- Tây Ban Nha – Noemí Sartal đã bị truất ngôi và được thay thế bởi Ainara de Santamaría Villamor, Á hậu 2 từ cuộc thi quốc gia

### Không tham gia
- Aruba – Tania Nunes
- Quần đảo Virgin (Anh) – Dayna Layne
- Đức – Victoria Selivanov quyết định tham gia Hoa hậu Quốc tế 2017 thay vì cuộc thi.
- Greenland – Anja Chemnitz
- Guam – Emma Sheedy không đạt yêu cầu về độ tuổi tối thiểu. Cô thi đấu năm sau.
- Kosovo – Andina Pura tham gia Hoa hậu Hoàn cầu 2017 và giành giải Miss Photogenic (Hoa hậu Ảnh).
- Liberia – Wokie Dolo tham gia Hoa hậu Thế giới 2017 và lọt Top 40.
- Scotland – Christina Chalk không thể tham gia vì không sắp xếp được lịch.
- Tanzania – Lilian Loth

### Tham gia nhiều cuộc thi
Các thí sinh tham dự nhiều cuộc thi khác:
| Hoa hậu Thế giới - 2016: Belize – Iris Salguero Hoa hậu Hoàn vũ - 2019: Thái Lan – Paweensuda Drouin (Top 5) - 2022: Costa Rica – Fernanda Rodríguez Hoa hậu Siêu quốc gia - 2015: Cộng hòa Dominican – Ingrid Franco Hoa hậu Liên lục địa - 2015: Việt Nam – Lê Thị Hà Thu (Top 17) Hoa hậu Châu Á Thái Bình Dương Quốc tế - 2016: Belarus – Polli Cannabis - 2017: Honduras – Valeria Cardona (Á hậu 2) Hoa hậu Du lịch Quốc tế - 2016: Belarus – Polli Cannabis Hoa hậu Hoàn cầu - 2015: Pháp – Melissa Strugen Miss Globe - 2015: Mông Cổ – Tugs-Amgalan Batjargal Siêu mẫu Thế giới - 2017: Ethiopia – Mekdalawit Mequanent (Á quân 4) | Nữ hoàng Du lịch Quốc tế của năm - 2016: Paraguay – Valeria Ivasiuten (Bán kết) Hoa hậu Du lịch Hoàn vũ - 2014: Venezuela – Ninoska Vásquez (Chiến thắng) Face of Beauty International - 2013: Tonga – Diamond Langi (Chiến thắng) - 2016: Argentina – Fiorela Hengemühler Hoa hậu Siêu tài năng Thế giới - 2017: Pakistan – Ramina Ashfaque Nữ hoàng Trang sức thế giới - 2015: Pakistan – Ramina Ashfaque (Hoa hậu Ảnh) Miss All Nations - 2016: Belarus – Polli Cannabis (Đại diện cho Litva) Reina Mundial del Banano - 2017: Honduras – Valeria Cardona (Á hậu 4) Hoa hậu Tuổi teen Hoàn vũ - 2015: Costa Rica – Fernanda Rodríguez (Á hậu 2) Miss Teen Mesoamérica International - 2013: Costa Rica – Fernanda Rodríguez (Chiến thắng) Miss Diamond of the World - 2016: Zambia – Abigail Chama (Trang phục truyền thống đẹp nhất) Miss Princess of the Globe - 2016: Kyrgyzstan – Begimai Nazarova |